# Gastrotomie
Die Gastrotomie (von altgriechisch γαστήρ ‚Magen‘ und altgriechisch τομή ‚Schnitt‘), deutsch Magenschnitt, ist eine operative Eröffnung des Magens.
Die Gastrotomie dient der Entfernung von Fremdkörpern, der Dehnung von Cardia (Mageneingang) oder Speiseröhre, zur Blutungsstillung oder der Entnahme von Gewebeproben. Die einfache Gastrotomie – insbesondere zu diagnostischen Zwecken – ist weitgehend durch die Gastroskopie abgelöst worden.
Eine Sonderform der Gastrotomie ist die Kardiomyotomie (von altgriechisch καρδία kardia, deutsch ‚Herz‘, hier: ‚Mageneingang‘, μύο ‚Muskel‘ und τομή ‚Schnitt‘) nach Gottstein und Heller, bei der die Serosa und Muskularis der Cardia und des distalen Ösophagus (Speiseröhre) durchtrennt werden, die Schleimhaut von Magen und Speiseröhre aber intakt bleiben. Dieser Eingriff wird zum Beispiel bei einer Achalasie durchgeführt.
Berichte über erste Gastrotomien erfolgten 1602 (Prag) bei einem Bauernburschen namens Florian Mathis und 1635 (Königsberg) bei dem Bauernknecht Andreas Grünheide. Dabei wurde jeweils ein verschlucktes Messer entfernt, so wie auch bei Gastrotomien durch Hübner (vor 1720 in Rastenburg) und Frisac (um 1786 in Toulouse). Bis 1848 wurden insgesamt zehn weitere Fälle von operativen Eingriffen zur Entfernung von Fremdkörpern aus dem Magen veröffentlicht, wobei acht Patienten geheilt werden konnten.
Der Verschluss des bei der Gastrotomie eröffneten Magens erfolgte im 19. Jahrhundert entweder durch eine Naht oder (bei unverschlossen gelassener Öffnung) durch eine meist spontan heilende Magenfistel. Gängige Nähte waren 1878 eine Modifikation der Lembert’schen Darmnaht und eine zweireihige Etagennaht.